# Piotr Paplicki
Piotr Paplicki (ur. w 1975 w Pyrzycach) – polski inżynier, doktor habilitowany nauk technicznych.

## Życiorys
W 2001 r. ukończył studia elektrotechniki w Politechnice Szczecińskiej, w 2006 r. obronił pracę doktorską, w 2017 r. otrzymał stopień doktora habilitowanego. Pracuje w Zachodniopomorskim Uniwersytecie Technologicznym w Szczecinie.